# Liste der osttimoresischen Botschafter auf den Philippinen

Die Philippinen (gelb) und Osttimor (grün)

Diese Liste führt die osttimoresischen Botschafter auf den Philippinen auf. Die Botschaft befindet sich im Room 1703, The Centerpoint Condominium, Garnet Road, Corner Julia Vargas Avenue, Ortigas Center, 1600 Pasig City, Metro Manila.
| Name                    | Amtszeit  | Anmerkungen                                                  |
| ----------------------- | --------- | ------------------------------------------------------------ |
| Francisco Tilman Cepeda | 2007–2012 |                                                              |
| Juvêncio Martins        | 2012–?    | Vereidigung: 6. Juli 2012; Akkreditierung: 20. Dezember 2012 |
| José Gaspar Piedade     |           | Stand 2018/2022                                              |
| Marciano da Silva       | seit 2023 | Ernennung: 24. Oktober 2023 Akkreditierung: 2. Januar 2024   |